# 川島町立川島中学校
川島町立川島中学校（かわじまちょうりつ かわじまちゅうがっこう）は、埼玉県比企郡川島町にある公立中学校である。

## 沿革の大要
- 1954年11月3日 - 中山村、伊草村、三保谷村、出丸村、八ツ保村、小見野村の6ヶ村を廃し、川島村を置く。
- 1958年9月30日 - 三保谷、八ッ保中学校を統合して川島中学校となり、八ッ保に分教場を置く。
- 1958年11月3日 - 川島村立川島中学校新校舎起工式を挙行する。
- 1959年4月1日 - 伊草、小見野中学校廃校、川島中学校に統合。両校分教場となる。
- 1960年4月1日 - 中山、出丸中学校廃校、川島中学校に統合。本校舎竣工全村2・3年生収容。1年生は三分教場を廃止し、新たに設けた三保谷（伊草、三保谷、出丸）八ッ保（中山、八ッ保、小見野）分教場に収容する。
- 1961年1月8日 - 第一期工事（本校舎）第二期工事（管理棟）竣工。落成式挙行。
  - 3月15日 - 全村生徒を本校屋外の一ヶ所に集め、卒業式を挙行。
  - 4月11日 - 分教場を廃止し全生徒を収容。
  - 9月30日 - 「開校記念日」に制定。
- 1962年2月16日 - 校旗受領、寄付者　日興不動産KK社長　片岡正寛。
  - 2月22日 - 校歌制定
  - 3月29日 - 体育館（延304坪）技術科棟（107坪）竣工。落成式挙行。体育館：鉄筋鉄骨、工費：2,091万円。技術科棟：鉄骨、工費：548万円。日興証券 会長・遠山元一1,000万円寄付。
  - 4月1日 - 昭和37年度英語教育（県教委）美術教育（埼美連411）研究委嘱される。
  - 7月14日 - 水泳プール竣工、落成式挙行。工費：375万円。神田乾電池神田政吉　250万円寄付。
- 1963年11月7日 - JRC研究発表会（日赤埼玉県支部・県教委）
- 1964年4月28日 - 本校統合5周年記念植樹（PTA・後援会）
  - 11月24日 - 県委嘱、美術（図画工作）・英語（12月11日）研究発表会
  - 12月13日 - 村統合10周年記念庭園完成　昭和40年12月13日　中庭完成
- 1967年12月7日 - 昭和41、42年度県委嘱、生徒指導研究発表会
- 1972年11月3日 - 川島町町制施行により川島町立川島中学校と改称する。
- 1979年4月1日 - 昭和54年度学校保健統計・同和教育研究（県・文部省）委嘱される。
- 1980年4月28日 - 埼玉県学校緑化コンクールに入賞
  - 12月12日 - 川島中学校完全統合20周年記念式挙行、記念事業（生徒憲章碑建立、記念造園）の実施
- 1981年3月5日 - 文部省・県教委より研究委嘱・同和教育「人間尊重の生き方を育てる同和教育の推進」の発表（テレビ埼玉の放映、研究紀要の発行）
  - 5月16日 - 県立教育センターより研究協力校に委嘱される。（学校教育目標の具現化）
  - 5月27日 - 県教育委員会より小中学校基礎学力向上対策研究校（数学）に委嘱される。
- 1982年5月14日 - 県立教育センター協力校、第二年次（学校教育目標の具現化）
- 1983年6月10日 - 県PTA連合会よりPTA研究委嘱を受ける。
- 1984年3月31日 - 新校舎（プレハブ）6教室竣工。
- 1985年4月1日 - 県教育委員会より教育放送委嘱される。
- 1986年3月3日 - 屋内運動場竣工、駐車場設置（本館北）
  - 10月31日 - 研究委嘱・教育放送　研究発表。
  - 5月 - 仮設校舎（プレハブ）3教室竣工。
  - 8月 - 本館窓枠工事（2階）
- 1987年8月 - 校庭暗渠排水工事、本館窓枠工事（1、3階）
- 1988年3月 - 部室新築
- 1989年4月7日 - 新館2号棟（プレハブ）10教室竣工。
- 2010年11月19日 - 統合50周年記念式典挙行
- 2025年 - つばさ南・つばさ北小学校と統合し、施設一体型・小中一貫教育校が開校予定。

## 校歌
作詞：永井隆明、作曲：入野義朗
歌詞は3番からなる。

## 校樹
校樹は銀杏。昭和55年12月12日に挙行された「川島中学校完全統合20周年記念式」にあたり、永井隆明校長（当時）により制定された。

## 著名な卒業生
- 宇津木妙子（元全日本女子ソフトボールチーム監督、現国際ソフトボール連盟副会長）
- 島田良吾（元東海大学陸上競技部長距離ブロック選手）